# Atelier (Computerspielreihe)
Atelier (japanisch アトリエシリーズ; Atorieshirīzu) ist die Bezeichnung einer Reihe von Computer-Rollenspielen des japanischen Studios Gust. Das Narrativ der Spiele dreht sich um das namensgebende Atelier: die Spielerfigur besitzt eine Werkstatt, in der sie Pseudowissenschaften der Alchemie nachgeht und hierzu Materialien finden und sammeln muss.
Der erste Titel Atelier Marie: The Alchemist of Salburg debütierte 1997 auf der PlayStation und wurde auch in Folge vorwiegend für die PlayStation-Konsolen produziert. Trotzdem fand die internationale Vermarktung außerhalb Japans erst mit dem für die PlayStation 2 erschienenen Titel Atelier Iris: Eternal Mana im Jahr 2005 für Nordamerika und später in Europa 2006 statt. 2013 wurde Gust durch den japanischen Publisher Koei Tecmo übernommen und 2016 in den Konzern integriert, der die Spiele seither unter dem Gust-Label vermarktet. 
Neben den Spielen existieren Manga-Adaptionen und eine Anime-TV-Serie.

## Spielelemente
Die Alchemie ist das charakteristische Merkmal der Atelier-Serie. Der Spieler kontrolliert den Charakter und wandert durch die Spielwelt, um Materialien für die Alchemie zu finden. Je nach Rezept kann man neue Objekte herstellen; diese Objekte können Kochzutaten, Heilmittel, Werkzeuge, Waffen, Rüstungen und Zubehör sein. Viele Materialien verfügen über Eigenschaften, die man bei der Alchemie mit anderen Materialien zu einem Objekt formen kann – hierbei kann das Endprodukt einige der Eigenschaften annehmen und man kann dieses mit anderen Materialien oder fertigen Objekten zu neuen qualitativeren Objekten fusionieren. Jedoch kann man Objekte nur mit Rezepten erstellen, da man über das Wissen verfügen muss.
Das Kampfsystem ist rundenbasiert und hierbei können auch die hergestellten Objekte ihre Verwendung finden, zum Beispiel Bomben, die den Gegnern Schaden hinzufügen oder Lebensmittel (auch Heilmittel), die den Status der Charaktere heilen oder verbessern können.
Spielgeschichten der Atelier-Serie sind meistens lieblich und humorvoll in verschiedene Kapitel gestaltet. Es gibt meistens keine Gegenspieler, sondern Konflikte in der jeweiligen Region, wobei der Spieler im späten Spielverlauf mit einer riesigen Gruppe von verbündeten Charakteren die Reise fortsetzt – dies tritt meistens im letzten oder vorletzten Kapitel ein. Viele der Spiele aus der Serie verfügen über einen limitierten Spielrahmen, so verliert man auf der Reise zu anderen Orten Tage und die Deadline für Aufträge rückt näher. Seit Atelier Shallie: Alchemists of the Dusk Sea wurde dieser Zeitdruck aber aufgehoben. Die Spiele verfügen meistens über ein gutes oder schlechtes Ende; Misserfolge bei den Hauptaufträgen können zu einem schlechten Ende führen.
Die Atelier-Spiele erscheinen gewöhnlich ohne deutschsprachige Lokalisierung.

## Kontroverse
Überwiegend außerhalb Japans debattieren immer wieder Menschen in Internet-Foren über die sexualisierte Darstellung junger Mädchen in der Atelier-Serie. Themen wie Pädophilie oder Sexismus werden angesprochen und meistens von Fans der Serie zurückgeworfen; während in Internet-Foren breit darüber diskutiert wird, gab es bisher noch kein mediales Aufsehen.

## Videospiele
Bisher gibt es 18 Hauptspiele in der regulären Atelier-Serie, die in sieben eigene Serien unterteilt wurden. Drei Spiele in der Salburg-Serie, zwei Spiele in der Gramnad-Serie, drei Spiele in der Iris-Serie, zwei Spiele in der Mana-Khemia-Serie, drei Spiele in der Arland-Serie, drei Spiele in der Dusk-Serie und zwei Spiele in der Mysterious-Serie.
Als Zusatz zur Hauptreihe wurden sieben Ableger veröffentlicht.
Einige Spiele wurden als Ports oder erweiterte Versionen überwiegend für Mobilgeräte bzw. Handheld-Konsolen wiederveröffentlicht.

### ReguläreAtelier-Serie
| Veröffentlichung | Titel | Serie      | Plattform                                                               |
| --- | --- | ---------- | ----------------------------------------------------------------------- |
| 23. Mai 1997 (Japan) | Atelier Marie: The Alchemist of Salburg マリーのアトリエ ~ザールブルグの錬金術士~ Marī no Atorie: Zāruburugu no Renkinjutsushi                                                | Salburg    | PlayStation                                                             |
| 17. Dezember 1998 (Japan) | Atelier Elie: The Alchemist of Salburg 2 リーのアトリエ ~ザールブルグの錬金術士2~ Erī no Atorie: Zāruburugu no Renkinjutsushi 2                                               | Salburg    | PlayStation                                                             |
| 21. Juni 2001 (Japan) | Atelier Lilie: The Alchemist of Salburg 3 リリーのアトリエ ~ザールブルグの錬金術士3~ Rirī no Atorie: Zāruburugu no Renkinjutsushi 3                                           | Salburg    | PlayStation 2                                                           |
| 27. Juni 2002 (Japan) | Atelier Judie: The Alchemist of Gramnad ユーディーのアトリエ ~グラムナートの錬金術士~ Yūdī no Atorie: Guramunāto no Renkinjutsushi                                            | Gramnad    | PlayStation 2                                                           |
| 26. Juni 2003 (Japan) | Atelier Viorate: The Alchemist of Gramnad 2 ヴィオラートのアトリエ ~グラムナートの錬金術士2~ Viorāto no Atorie: Guramunāto no Renkinjutsushi 2                                | Gramnad    | PlayStation 2                                                           |
| 27. Mai 2004 (Japan) 28. Juni 2005 (Nordamerika) 17. März 2006 (Europa) 23. März 2006 (Australien)                                | Atelier Iris: Eternal Mana イリスのアトリエ エターナルマナ Irisu no Atorie Etānaru Mana                                                                                       | Iris       | PlayStation 2                                                           |
| 26. Mai 2005 (Japan) 26. April 2006 (Nordamerika) 29. September 2006 (Europa) 12. Oktober 2006 (Australien)                       | Atelier Iris 2: The Azoth of Destiny イリスのアトリエ エターナルマナ2 Irisu no Atorie Etānaru Mana 2                                                                          | Iris       | PlayStation 2                                                           |
| 29. Juni 2006 (Japan) 29. Mai 2007 (Nordamerika) 27. Juli 2007 (Australien) 03. August 2007 (Europa)                              | Atelier Iris 3: Grand Phantasm イリスのアトリエ グランファンタズム Irisu no Atorie Guran Fantazumu                                                                            | Iris       | PlayStation 2                                                           |
| 21. Juni 2007 (Japan) 01. April 2008 (Nordamerika) 27. März 2009 (Europa)                                                         | Mana Khemia: Alchemists of Al-Revis マナケミア ~学園の錬金術士たち~ Mana Kemia: Gakuen no Renkinjutsushi-tachi                                                                | Mana       | PlayStation 2                                                           |
| 29. Mai 2008 (Japan) 25. August 2009 (Nordamerika)                                                                                | Mana Khemia 2: Fall of Alchemy マナケミア2 ~おちた学園と錬金術師たち~ Mana Kemia 2: Ochita Gakuen to Renkinjutsushi-tachi                                                     | Mana       | PlayStation 2                                                           |
| 25. Juni 2009 (Japan) 28. September 2010 (Nordamerika) 22. Oktober 2010 (Europa) 28. Oktober 2010 (Australien)                    | Atelier Rorona: The Alchemist of Arland ロロナのアトリエ ~アーランドの錬金術士~ Rorona no Atorie: Ārando no Renkinjutsushi                                                    | Arland     | PlayStation 3                                                           |
| 24. Juni 2010 (Japan) 27. September 2011 (Nordamerika) 30. September 2011 (Europa) 06. Oktober 2011 (Australien)                  | Atelier Totori: The Adventurer of Arland トトリのアトリエ ~アーランドの錬金術士 2~ Totori no Atorie: Ārando no Renkinjutsushi 2                                               | Arland     | PlayStation 3                                                           |
| 23. Juni 2011 (Japan) 25. Mai 2012 (Europa) 29. Mai 2012 (Nordamerika) 31. Mai 2012 (Australien)                                  | Atelier Meruru: The Apprentice of Arland メルルのアトリエ ~アーランドの錬金術士 3~ Meruru no Atorie: Ārando no Renkinjutsushi 3                                               | Arland     | PlayStation 3                                                           |
| 28. Juni 2012 (Japan) 05. März 2013 (Nordamerika) 07. März 2013 (Australien) 08. März 2013 (Europa)                               | Atelier Ayesha: The Alchemist of Dusk アーシャのアトリエ ~黄昏の大地の錬金術士~ Asha no Atorie: Tasogare no Daichi no Renkinjutsushi                                          | Dusk       | PlayStation 3                                                           |
| 27. Juni 2013 (Japan) 06. März 2013 (Australien) 07. März 2014 (Europa) 011. März 2014 (Nordamerika)                              | Atelier Escha & Logy: Alchemists of the Dusk Sky エスカ＆ロジーのアトリエ ~黄昏の空の錬金術士~ Esuka & Rojii no Atorie: Tasogare no Sora no Renkinjutsushi                    | Dusk       | PlayStation 3                                                           |
| 17. Juni 2014 (Japan) 10. März 2015 (Nordamerika) 13. März 2015 (Europa) 20. März 2015 (Australien)                               | Atelier Shallie: Alchemists of the Dusk Sea シャリーのアトリエ 〜黄昏の海の錬金術士〜 Shari no Atorie: Tasogare no Umi no Renkinjutsushi                                      | Dusk       | PlayStation 3                                                           |
| 19. November 2015 (Japan) 07. Juni 2016 (Nordamerika) 10. Juni 2016 (Australien und Europa) 07. Februar 2017 (weltweit – Windows) | Atelier Sophie: The Alchemist of the Mysterious Book ソフィーのアトリエ ~不思議な本の錬金術士~ Sofī no Atorie: Fushigi na Hon no Renkinjutsushi                               | Mysterious | Windows, PlayStation 3, PlayStation 4, PlayStation Vita, PlayStation TV |
| 02. November 2016 (Japan) 07. März 2017 (Nordamerika) 10. März 2017 (Australien und Europa) 14. März 2017 (weltweit – Windows)    | Atelier Firis: The Alchemist of the Mysterious Journey フィリスのアトリエ ~不思議な旅の錬金術士~ Firisu no Atorie: Fushigi na Tabi no Renkinjutsushi                          | Mysterious | Windows, PlayStation 4, PlayStation Vita                                |
| 21. Dezember 2017 (Japan) 27. März 2018 (Australien und Nordamerika) 30. März 2018 (Europa)                                       | Atelier Lydie & Suelle: Alchemists of the Mysterious Painting リディー＆スールのアトリエ ～不思議な絵画の錬金術士～ Ridī & Sūru no Atorie: Fushigi na Kaiga no Renkinjutsushi | Mysterious | Windows, Nintendo Switch, PlayStation 4, PlayStation Vita               |
| 20. März 2019 (Japan) 21. Mai 2019 (Nordamerika) 24. Mai 2019 (Australien und Europa)                                             | Atelier Lulua: The Scion of Arland ルルアのアトリエ ～アーランドの錬金術士４～ Rurua no Atorie: Ārando no Renkinjutsushi 4                                                    | Arland     | Windows, Nintendo Switch, PlayStation 4                                 |
| 26. September 2019 (Japan) 29. Oktober 2019 (Nordamerika) 01. November 2019 (Australien und Europa)                               | Atelier Ryza: Ever Darkness & the Secret Hideout ライザのアトリエ ～常闇の女王と秘密の隠れ家～ Raiza no Atorie: Tokoyami no Joō to Himitsu no Kakurega                        | Secret     | Windows, Nintendo Switch, PlayStation 4                                 |
| 03. Dezember 2020 (Japan) 26. Januar 2021 (Nordamerika) 29. Januar 2021 (Australien und Europa)                                   | Atelier Ryza 2: Lost Legends & the Secret Fairy ライザのアトリエ２ ～失われた伝承と秘密の妖精～ Raiza no Atorie 2: Ushinawareta Denshō to Himitsu no Yōsei                    | Secret     | Windows, PlayStation 4, PlayStation 5, Steam                            |
| 24. Februar 2022 (Japan) 25. Februar 2022 (Australien, Europa und Nordamerika)                                                    | Atelier Sophie 2: The Alchemist of the Mysterious Dream ソフィーのアトリエ2 ～不思議な夢の錬金術士～ Sofī no Atorie 2: Fushigi na Yume no Renkinjutsu-Shi                     | Mysterious | Windows, Nintendo Switch, PlayStation 4                                 |
| 23. März 2023 (Japan)24. März 2023 (weltweit)                                                                                     | Atelier Ryza 3: Alchemist of the End & the Secret Key | Secret     | Switch, PlayStation 4, PlayStation 5, Windows                           |

### Ableger
| Veröffentlichung                                                                     | Titel | Serie   | Plattform                                                               |
| ------------------------------------------------------------------------------------ | --- | ------- | ----------------------------------------------------------------------- |
| 08. Januar 2000 (Japan)                                                              | Atelier Marie GB マリーのアトリエGB Marī no Atorie GB | —       | Game Boy Color                                                          |
| 08. Januar 2000 (Japan)                                                              | Atelier Elie GB エリーのアトリエGB Erī no Atorie GB | —       | Game Boy Color                                                          |
| 25. Oktober 2001 (Japan)                                                             | Marie & Elie: Atelier Pair マリー＆エリー 〜ふたりのアトリエ〜 Marī & Erī: Futari no Atorie                                                                                           | Salburg | WonderSwan Color                                                        |
| 20. Dezember 2001 (Japan)                                                            | Hermina and Culus: Atelier Lilie Another Story ヘルミーナとクルス 〜リリーのアトリエ もう一つの物語〜 Herumīna to Kurusu: Rirī no Atorie Mou Hitotsu no Monogatari                    | Salburg | PlayStation 2                                                           |
| 24. Januar 2003 (Japan)                                                              | Atelier Marie, Elie & Anis: Message on the Gentle Breeze マリー、エリー&アニスのアトリエ 〜そよ風からの伝言〜 Marī, Erī & Anisu no Atori: Soyokaze kara no Dengon                     | Salburg | Game Boy Advance                                                        |
| 10. März 2003 (Japan)                                                                | Marie’s Charajan マリーのキャラジャン Marī no Kyarajan | —       | i-appli (i)                                                             |
| 02. November 2006 (Japan)                                                            | Atelier Marie: Puzzle Workshop マリーのアトリエ・パズル工房 Marī no Atorie: Pazuru Kōbō                                                                                               | —       | EZ App (Java)                                                           |
| 02. November 2006 (Japan)                                                            | Atelier Elie: Puzzle Workshop エリーのアトリエ・パズル工房 Erī no Atorie: Pazuru Kōbō                                                                                                 | —       | EZ App (Java)                                                           |
| 01. Dezember 2006 (Japan)                                                            | Iris no Atelier: Eternal Mana 2 After Episode イリスのアトリエ エターナルマナ2 After Episode Irisu no Atorie Etānaru Mana 2 After Episode                                             | —       | SoftBank 3G, FOMA90x Series                                             |
| 19. April 2007 (Japan)                                                               | Atelier Lise: The Alchemist of Orde リーズのアトリエ 〜オルドールの錬金術士〜 Rīzū no Atorie: Orudōru no Renkinjutsushi                                                               | DS      | Nintendo DS                                                             |
| 12. März 2009 (Japan) 27. Oktober 2009 (Nordamerika)                                 | Atelier Annie: Alchemists of Sera Island アニーのアトリエ ~セラ島の錬金術士~ Anī no Atorie: Sera-tō no Renkinjutsushi                                                                 | DS      | Nintendo DS                                                             |
| 22. Dezember 2009                                                                    | Atelier Lina: The Alchemist of Strahl リーナのアトリエ 〜シュトラールの錬金術士〜 Rīna no Atorie: Shutoraru no Renkinjutsushi                                                         | DS      | Nintendo DS                                                             |
| 02. Februar 2012 (Japan)                                                             | Atelier Marie–Elie: The Alchemists of Salburg マリー・エリーのアトリエ 〜ザールブルグの錬金術士〜 Marī Erī no Atorie: Zāruburugu no Renkinjutsu-shi                                   | —       | GREE                                                                    |
| 12. April 2012 (Japan)                                                               | Atelier Elkrone: Dear for Otomate エルクローネのアトリエ ~Dear for Otomate~ Erukurōne no Atorie: Dear for Otomate                                                                     | —       | PlayStation Portable                                                    |
| 17. Oktober 2014 (Japan)                                                             | Atelier Questboard アトリエ クエストボード Atorie Kuesutobōdo | —       | Android, iOS                                                            |
| 03. Oktober 2018 (Japan)                                                             | Atelier Online: Alchemists of the Brasier アトリエ オンライン ～ブレセイルの錬金術士～ Atorie Onrain: Bureseiru no Renkinjutsushi                                                     | —       | Android, iOS                                                            |
| 13. Dezember 2018 (Japan) 26. März 2019 (Steam) 29. März 2019 (Europa & Nordamerika) | Nelke and the Legendary Alchemists: Atelier of the New World ネルケと伝説の錬金術士たち ～新たな大地のアトリエ～ Neruke to Densetsu no Renkinjutsushi-tachi: Aratana Daichi no Atorie | —       | PlayStation 4, PlayStation Vita, PlayStation TV, Nintendo Switch, Steam |

### Neuveröffentlichungen und Ports
| Veröffentlichung                                                                                        | Titel | Serie      | Plattform                                       |
| --- | --- | ---------- | ----------------------------------------------- |
| 11. Dezember 1997 (Japan)                                                                               | Atelier Marie: The Alchemist of Salburg Ver.1.3 マリーのアトリエ 〜ザールブルグの錬金術士Ver.1.3〜 Marī no Atorie: Zāruburugu no Renkinjutsu-shi Ver. 1.3                                                 | Salburg    | Sega Saturn                                     |
| 04. Juni 1998 (Japan)                                                                                   | Atelier Marie Plus: The Alchemist of Salburg マリーのアトリエPlus ~ザールブルグの錬金術士~ Marī no Atorie Plus: Zāruburugu no Renkinjutsushi                                                              | Salburg    | PlayStation                                     |
| 28. April 2000 (Japan)                                                                                  | Atelier Marie: The Alchemist of Salburg マリーのアトリエ 〜ザールブルグの錬金術士〜 Marī no Atorie: Zāruburugu no Renkinjutsushi                                                                          | Salburg    | Windows                                         |
| 28. April 2000 (Japan)                                                                                  | Atelier Elie: The Alchemist of Salburg 2 リーのアトリエ 〜ザールブルグの錬金術士2〜 Erī no Atorie: Zāruburugu no Renkinjutsushi 2                                                                         | Salburg    | Windows                                         |
| 15. November 2001 (Japan)                                                                               | Atelier Marie & Elie: The Alchemists of Salburg 1–2 マリー&エリーのアトリエ 〜ザールブルグの錬金術士1・2〜 Marī & Erī no Atorie: Zāruburugu no Renkinjutsu-shi 1-2                                        | Salburg    | Dreamcast                                       |
| 04. April 2002 (Japan)                                                                                  | Atelier Lilie Plus: The Alchemist of Salburg 3 リリーのアトリエPLUS ~ザールブルグの錬金術士3~ Rirī no Atorie Plus: Zāruburugu no Renkinjutsu-shi 3                                                        | Salburg    | PlayStation 2                                   |
| 15. Dezember 2003 (Japan)                                                                               | i Atelier Marie: The Alchemist of Salburg iマリーのアトリエ ~ザールブルグの錬金術師~ i Marī no Atorie: Zāruburugu no Renkinjutsu-shi                                                                      | Salburg    | i-appli                                         |
| 2003 (Japan)                                                                                            | Atelier Marie マリーのアトリエ Marī no Atorie | Salburg    | au BREW                                         |
| 2003 (Japan)                                                                                            | Atelier Elie エリーのアトリエ Erī no Atorie | Salburg    | au BREW                                         |
| 2003 (Japan)                                                                                            | Atelier Lilie リリーのアトリエ Rirī no Atorie | Salburg    | au BREW                                         |
| 03. Juni 2004 (Japan)                                                                                   | Atelier Marie マリーのアトリエ Marī no Atorie | Salburg    | EZ App (Java)                                   |
| 27. Oktober 2005 (Japan)                                                                                | Atelier Marie+Elie: The Alchemists of Salburg 1–2 アトリエ マリー+エリー 〜ザールブルグの錬金術士1・2〜 Atorie Marī+Erī: Zāruburugu no Renkinjutsu-shi 1-2                                                | Salburg    | PlayStation 2                                   |
| 03. April 2006 (Japan)                                                                                  | Atelier Marie マリーのアトリエ Marī no Atorie | Salburg    | Vodafone Live!                                  |
| 03. Juni 2006 (Japan)                                                                                   | Atelier Marie マリーのアトリエ Marī no Atorie | Salburg    | S! (App)                                        |
| 02. November 2006 (Japan)                                                                               | Atelier Elie: Puzzle Workshop エリーのアトリエ・パズル工房 Erī no Atorie: Pazuru Kōbō | —          | S! (App)                                        |
| April 2007 (Japan)                                                                                      | Atelier Elie エリーのアトリエ Erī no Atorie | Salburg    | S! (App)                                        |
| 26. Dezember 2007 (Japan)                                                                               | Atelier Marie Plus: The Alchemist of Salburg マリーのアトリエPlus 〜ザールブルグの錬金術士〜 Marī no Atorie Plus: Zāruburugu no Renkinjutsu-shi                                                           | Salburg    | PlayStation Network                             |
| 21. März 2008 (Japan)                                                                                   | Atelier Elie: The Alchemist of Salburg 2 リーのアトリエ 〜ザールブルグの錬金術士2〜 Erī no Atorie: Zāruburugu no Renkinjutsushi 2                                                                         | Salburg    | PlayStation Network                             |
| 25. September 2008 (Japan) 10. März 2009 (Nordamerika) 27. März 2009 (Europa)                           | Mana Khemia: Student Alliance マナケミア 〜学園の錬金術士たち〜PORTABLE+ Mana-Khemia Gakuen no Renkinjutsushi-tachi Portable Plus                                                                         | Mana       | PlayStation Portable                            |
| 01. Oktober 2009 (Japan)                                                                                | Mana Khemia 2: Fall of Alchemy Portable Plus マナケミア2 〜おちた学園と錬金術士たち〜PORTABLE+ Mana Khemia 2 Ochita Gakuen to Renkinjutsushi-tachi Portable Plus                                          | Mana       | PlayStation Portable                            |
| 08. April 2010 (Japan)                                                                                  | Atelier Judie: The Alchemist of Gramnad: Imprisoned Guardian ユーディーのアトリエ ~グラムナートの錬金術士～囚われの守り人 Yūdī no Atorie: Guramunāto no Renkinjutsushi Toraware no Morito                 | Gramnad    | PlayStation Portable                            |
| 03. Februar 2011 (Japan)                                                                                | Atelier Viorate: The Alchemist of Gramnad 2: The Memories of Ultramarine ヴィオラートのアトリエ ~グラムナートの錬金術士2~群青の思い出 Viora-to no Atorie: Guramunāto no Renkinjutsushi 2 Gunjou no Omoide | Gramnad    | PlayStation Portable                            |
| 29. November 2012 (Japan) 19. März 2013 (Nordamerika) 20. März 2013 (Australien und Europa)             | Atelier Totori Plus: The Adventurer of Arland トトリのアトリエ Plus 〜アーランドの錬金術士 2〜 Totori no Atorie Plus: Ārando no Renkinjutsushi 2                                                          | Arland     | PlayStation Vita                                |
| 20. März 2013 (Japan) 03. September 2013 (Nordamerika) 04. September 2013 (Australien und Europa)       | Atelier Meruru Plus: The Apprentice of Arland メルルのアトリエ Plus ~アーランドの錬金術士 3~ Meruru no Atorie Plus: Ārando no Renkinjutsushi 3                                                            | Arland     | PlayStation Vita                                |
| 21. November 2013 (Japan) 19. Juni 2014 (Australien) 20. Juni 2014 (Europa) 24. Juni 2014 (Nordamerika) | Atelier Rorona Plus: The Alchemist of Arland 新・ロロナのアトリエ はじまりの物語 〜アーランドの錬金術士〜 Shin Rorona no Atelier: Hajimari no Monogatari: Ārando no Renkinjutsushi                        | Arland     | PlayStation 3, PlayStation Vita, PlayStation TV |
| 27. März 2014 (Japan) 13. Januar 2015 (Nordamerika) 14. Januar 2015 (Europa)                            | Atelier Ayesha Plus: The Alchemist of Dusk アーシャのアトリエ Plus ~黄昏の大地の錬金術士~ Asha no Atorie Plus: Tasogare no Daichi no Renkinjutsushi                                                       | Dusk       | PlayStation Vita, PlayStation TV                |
| 22. Januar 2015 (Japan) 19. Januar 2016 (Nordamerika) 20. Januar 2016 (Australien und Europa)           | Atelier Escha & Logy Plus: Alchemists of the Dusk Sky エスカ＆ロジーのアトリエ Plus ~黄昏の空の錬金術士~ Esuka & Rojī no Atorie Plus: Tasogare no Sora no Renkinjutsushi                                  | Dusk       | PlayStation Vita, PlayStation TV                |
| 06. März 2015 (Europa) 13. Oktober 2015 (Nordamerika) 14. Oktober 2015 (Japan)                          | The Arland Atelier Trilogy | Arland     | PlayStation 3                                   |
| 04. Juni 2015 (Japan)                                                                                   | Atelier Rorona: The Alchemist of Arland 新・ロロナのアトリエ はじまりの物語〜アーランドの錬金術士〜 Shin Rorona no Atelier: Hajimari no Monogatari: Ārando no Renkinjutsushi                              | Arland     | Nintendo 3DS                                    |
| 22. Dezember 2015 (Nordamerika) 17. Februar 2016 (Europa)                                               | The Atelier Arland Trilogy Plus | Arland     | PlayStation Vita                                |
| 03. März 2016 (Japan) 17. Januar 2017 (Nordamerika) 20. Januar 2017 (Europa)                            | Atelier Shallie Plus: Alchemists of the Dusk Sea シャリーのアトリエ Plus ~黄昏の海の錬金術士~ Sharī no Atorie Plus: Tasogare no Umi no Renkinjutsu-shi                                                    | Dusk       | PlayStation Vita, PlayStation TV                |
| 20. September 2018 (Japan) 04. Dezember 2018 (Europa & Nordamerika)                                     | Atelier Rorona: The Alchemist of Arland DX ロロナのアトリエ ~アーランドの錬金術士~ DX Rorona no Atorie: Ārando no Renkinjutsushi DX                                                                       | Arland     | PlayStation 4, Windows, Nintendo Switch         |
| 20. September 2018 (Japan) 04. Dezember 2018 (Europa & Nordamerika)                                     | Atelier Totori: The Adventurer of Arland DX トトリのアトリエ ~アーランドの錬金術士 2~ DX Totori no Atorie: Ārando no Renkinjutsushi 2 DX                                                                  | Arland     | PlayStation 4, Windows, Nintendo Switch         |
| 20. September 2018 (Japan) 04. Dezember 2018 (Europa & Nordamerika)                                     | Atelier Meruru: The Apprentice of Arland DX メルルのアトリエ ~アーランドの錬金術士 3~ DX Meruru no Atorie: Ārando no Renkinjutsushi 3 DX                                                                  | Arland     | PlayStation 4, Windows, Nintendo Switch         |
| 20. September 2018 (Japan) 04. Dezember 2018 (Europa & Nordamerika)                                     | Atelier Arland Series Deluxe Pack アトリエ 〜アーランドの錬金術士1・2・3〜 DX Atelier: Ārando no Renkinjutsushi 1-2-3 DX                                                                                  | Arland     | PlayStation 4, Windows, Nintendo Switch         |
| 25. Dezember 2019 (Japan) 014. Januar 2020 (Australien, Europa und Nordamerika)                         | Atelier Ayesha: The Alchemist of Dusk DX アーシャのアトリエ ~黄昏の大地の錬金術士~ DX Asha no Atorie: Tasogare no Daichi no Renkinjutsushi DX                                                             | Dusk       | PlayStation 4, Windows, Nintendo Switch         |
| 25. Dezember 2019 (Japan) 014. Januar 2020 (Australien, Europa und Nordamerika)                         | Atelier Escha & Logy: Alchemists of the Dusk Sky DX エスカ＆ロジーのアトリエ ~黄昏の空の錬金術士~ DX Esuka & Rojii no Atorie: Tasogare no Sora no Renkinjutsushi DX                                       | Dusk       | PlayStation 4, Windows, Nintendo Switch         |
| 25. Dezember 2019 (Japan) 014. Januar 2020 (Australien, Europa und Nordamerika)                         | Atelier Shallie: Alchemists of the Dusk Sea DX シャリーのアトリエ 〜黄昏の海の錬金術士〜 DX Shari no Atorie: Tasogare no Umi no Renkinjutsushi DX                                                         | Dusk       | PlayStation 4, Windows, Nintendo Switch         |
| 25. Dezember 2019 (Japan) 014. Januar 2020 (Australien, Europa und Nordamerika)                         | Atelier Dusk Trilogy Deluxe Pack アトリエ ～黄昏の錬金術士 トリロジー～ DX Atelier: Tasogare no Renkinjutsu-shi Torirojī DX                                                                               | Dusk       | PlayStation 4, Windows, Nintendo Switch         |
| 22. April 2021                                                                                          | Atelier Mysterious Trilogy Deluxe Pack アトリエ ～不思議の錬金術士 トリロジー～ DX Atorie: Fushigi na Hon no Renkinjutsushi – DX                                                                          | Mysterious | PlayStation 4, Windows, Nintendo Switch         |

### Atelierin anderen Spielen
- Die Charaktere Marie aus Atelier Marie: The Alchemist of Salburg, Liliane Vehlendorf, Rozeluxe Meitzen, Whim und Rewrich Wallach aus Mana Khemia 2 haben einen Auftritt im Rollenspiel Cross Edge, das 2008 erschien.[8][9]
- Viorate aus Atelier Viorate: The Alchemist of Gramnad 2 hat einen Auftritt im Rollenspiel Trinity Universe, veröffentlicht 2009.[10]
- 2010 erschien das Rollenspiel Hyperdimension Neptunia, wobei die Verwendung von vielen verschiedenen Atelier-Charakteren und deren speziellen Attacken ihren Nutzen findet.[11]
- Astrid Zexis, Rorolina Frixell, Cordelia von Feuerbach, Lionela Heinze und Pamela Ibis von Atelier Rorona: The Alchemist of Arland traten im Videospiel Kaku-san-sei Million Arthur auf (2013).[12]
- Sterkenburg Cranach aus der Atelier Arland-Serie, findet sich im 2013 erschienenen Videospiel Warriors Orochi 3 Ultimate wieder, wobei seine Kleidungen zum Meruru- und Rorona-Auftritt als DLCs zur Verfügung stehen.[13]
- In Dynasty Warriors 8: Xtreme Legends, das 2013 erschien, existiert ein Charakter namens Wang Yuanji, die von Rorolina Frixelle aus Atelier Rorona abgeleitet wurde.[14]
- Ein Kostüm, das auf Totooria Helmold aus Atelier Totori basiert, findet sich im Videospiel Deception IV: Blood Ties (2014) wieder.[15]
- Seit dem aktuellsten Stand von Januar 2015 verfügt das Sammelkartenspiel von Koei Tecmo My Gamecity Card Collection mehr als 170 Karten, die an die Atelier-Serie anlehnen.[16]
- Mit dem Oktober-2015-Update zu Chain Chronicle wurden Rorolina Frixell und Cordelia von Feuerbach aus Atelier Rorona, Merurulince Rede Arls, Keina Swaya und Sterkenburg Cranach von Atelier Meruru, Totooria Helmold und Mimi Houllier von Schwarzlang aus Atelier Totori als spielbare Charaktere hinzugefügt.[17]

## Anime und Manga-Adaptionen
Atelier Marie and Elie – The Alchemist of Salburg (マリーとエリーのアトリエ ザールブルグの錬金術士) ist eine Manga-Adaption auf fünf Bände verteilt, von Yoshihiko Ochi und erstmals in Japan publiziert über Enterbrain. Später auch in Deutschland von der Egmont Foundation, in Frankreich von Ki-oon und vier englische Ausgaben von Tokyopop publiziert. Am 25. Juli 2007 wurde die Serie auf zwei Tankōbon-Bände wiederveröffentlicht. Später bekam der Manga eine Fortsetzung namens Marie to Elie Atelier: Salburg no Renkinjutsushi Second Season (マリーとエリーのアトリエ ザールブルグの錬金術士 Second Season) – seit dem aktuellsten Stand von September 2015 gibt es bereits sieben Tankōbon-Bände. 2005 publizierte Enterbrain auch einen One Shot-Manga mit dem Titel Viorate no Atelier: Kiteretsu Muraokoshi (ヴィオラートのアトリエ きてれつ村おこし).
Atelier Escha & Logy: Alchemists of the Dusk Sky wurde von Chako Abeno als Manga-Serie adaptiert. In dieser Serie gab es Änderungen zum Originalspiel, denn hierbei spielen die unterstützenden Charaktere eine größere Rolle. Seit Januar 2015 wurden bereits zwei Tankōbon-Bände veröffentlicht. Schließlich wurde diese Manga-Serie auch in eine Anime-TV-Serie mit zwölf Episoden von Studio Gokumi produziert unter Regie-Führung von Yoshiaki Iwasaki. Ausgestrahlt wurde dieser Anime auf Tokyo MX vom 10. April 2014 bis zum 26. Juni 2014.
Am 19. März 2023 wurde angekündigt, dass sich eine Anime-Adaption zum Videospiel Atelier Ryza: Ever Darkness & the Secret Hideout in Arbeit befinde, welche im Sommer gleichen Jahres gezeigt werden soll. Die Serie entsteht im Studio Liden Film unter der Regie von Emi Yuzuriha.

## Rezeption
Mit der Veröffentlichung von „Atelier Ryza: Ever Darkness & the Secret Hideout“ (2019), durfte die Serie die absatztechnisch stärkte Verkaufsdebütwoche in Japan erleben. Es sollen in der ersten Verkaufswoche 150.000 Einheiten (physisch und digital) verkauft worden sein. Das Spiel war damit bei vielen Einzelhändlern in Japan ausverkauft. Während „Atelier Sophie: The Alchemist of the Mysterious Book“ sich 370.000-mal verkaufen konnte und als meistverkauftes Spiel der Serie galt, konnte „Atelier Ryza“ diesen Rekord mit 420.000 Einheiten, die in den Umlauf gebracht wurden, überbieten und ist somit seither das meistverkaufte Spiel der Serie. Im August 2020 wurde bekanntgegeben, dass das Spiel mehr als 500.000-mal in den Umlauf gebracht und inklusive digital verkauft wurde.
„Atelier Ryza 2: Lost Legends & the Secret Fairy“ konnte sich im Dezember 2020 über 220.000-mal in Asien verkaufen.